# Floresta do Orgulho

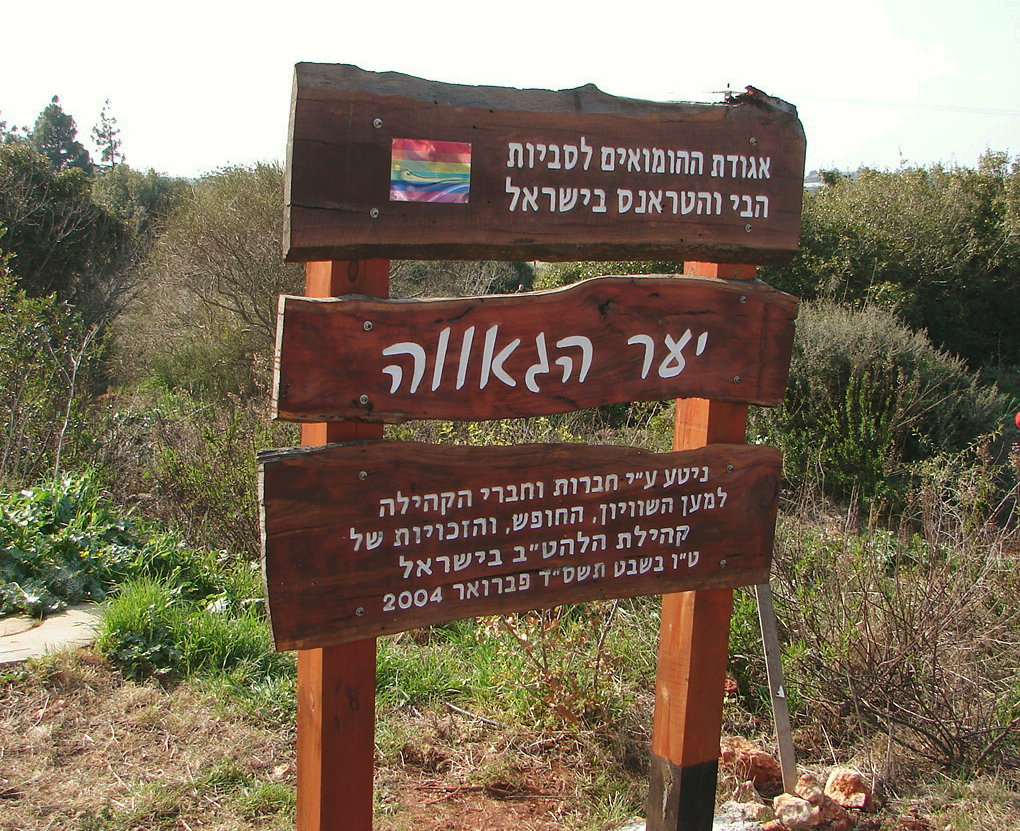
Uma tabuleta junto à floresta

A Floresta do Orgulho (hebraico Ya'ar Haga'avá) é um bosque na Galileia, Israel, plantada em 2004 pela organização LGBT de Israel. A floresta está localizada perto do Kibutz Tuval na Baixa Galileia, e contém árvores nativas de israel: carvalhos, oliveiras e terebintos.
O objetivo da criação deste bosque é mostrar a ligação entre a comunidade gay de Israel com o país e dar ênfase ao fato que a comunidade gay é uma parte integral da sociedade israelense.